# Тор (ракета)
Вижте пояснителната страница за други значения на Тор.
Тор (на английски: PGM-17 Thor) е името на първата американска балистична ракета със среден радиус на действие, приета на въоръжение в САЩ през 1958 г. Ракетата е конструирана и произведена от Дъглас Еъркрафт в края на 50-те години на 20 век. Остава на въоръжение до края на 1963 г., когато е призната за морално остаряла. След това е използвана в различни модификации от НАСА.

## Конструкция
Тор е едностепенна течногоривна ракета със среден радиус на действие. Двигателят Rocketdyne LR79-NA-9, с тяга от 670 kN работи с гориво керосин и окислител течен кислород. Управлението в полет се осъществява от два рулеви двигателя Rocketdyne LR101-NA с тяга 4,5 kN всеки. Системата на управление е инерциална и осигурява добра точност с вероятна кръгова грешка от 300 до 3200 м. Далечината на полета е над 2400 км. Ракетата е носител на термоядрена бойна глава W49 с мощност 1,44 – 1,49 МТ, която осигурява пълно разрушение в радиус 8200 м. За защита от неблагоприятни атмосферни условия, Тор е съхраняван хоризонтално, в незащитени укрития. Подготовката за старт отнема само 10 минути.

## Развитие
През февруари 1962 г. USAF приема програма (т.нар. „Програма 437“) за прехващане и унищожение на противникови разузнавателни и комуникационни сателити. На 9 юли 1962 г. ракетата „Тор“ е избрана като бойно средство за унищожаване на спътници. Официално е приета на въоръжение през 1964 г. под индекса PGM-17A. Ракетата може да унищожи всеки орбитален обект на височина до 1400 км. Радиусът на поражение на мегатонната бойна глава е 8 км. До 1975 г. две такива ракети са в 24-часова бойна готовност.

## Оператори
Ракетата е на въоръжение в Стратегическото командване на САЩ и Ударното командване на Великобритания. Първите ракети постъпват на въоръжение през август 1958 г. Бойното им разгръщане започва през 1959 г. През 1960 г. Ударното командване на RAF разгръща 20 триракетни ескадрили в базите си в Северна Шотландия. В следващите три години 60 ракети носят бойно дежурство. През 1963 г. са поставени в пълна бойна готовност по време на Карибската криза.

### На въоръжение
САЩ: United States Air Force
- 705-о Стратегическо ракетно крило

 Великобритания: Royal Air Force
- RAF Ударно командване